# Cirratulus annamensis
Cirratulus annamensis är en ringmaskart som beskrevs av José María Alfono Félix Gallardo 1968. Cirratulus annamensis ingår i släktet Cirratulus och familjen Cirratulidae. Inga underarter finns listade i Catalogue of Life.